# San Simon
San Simon é um município de  terceira classe de renda municipal (d) na província A Pampanga, nas Filipinas. De acordo com o censo de 1 de maio  de  2020 possui uma população de 59 182 pessoas e 13 635 domicílios.